# Toussaintia hallei
Toussaintia hallei är en kirimojaväxtart som beskrevs av Le Thomas. Toussaintia hallei ingår i släktet Toussaintia och familjen kirimojaväxter. Inga underarter finns listade i Catalogue of Life.